# Хассель (Везер)
Хассель (нем. Hassel) — община в Германии, в земле Нижняя Саксония.
Входит в состав района Ниэнбург-на-Везере. Подчиняется управлению Айструп. Население составляет 1879 человек (на 31 декабря 2010 года). Занимает площадь 17,6 км².
| Год  | Население |
| ---- | --------- |
| 1990 | 1582      |
| 1995 | 1831      |
| 2000 | 1808      |
| 2005 | 1889      |
| 2010 | 1860      |